# Mělice
Mělice je vesnice, část města Přelouč v okrese Pardubice. Nachází se asi 4 km na východ od Přelouče. V roce 2009 zde bylo evidováno 67 adres. V roce 2001 zde trvale žilo 198 obyvatel.
Mělice je také název katastrálního území o rozloze 1,82 km2.
Severně od Mělic se rozkládá zatopená pískovna (Mělické písníky), která nyní slouží jako koupaliště. Jihovýchodně se nachází přírodní památka Mělické labiště – zarostlé slepé rameno Labe. V roce 2020 byl otevřen nový silniční most přes Labe mezi Valy a Mělicemi.

## Další fotografie

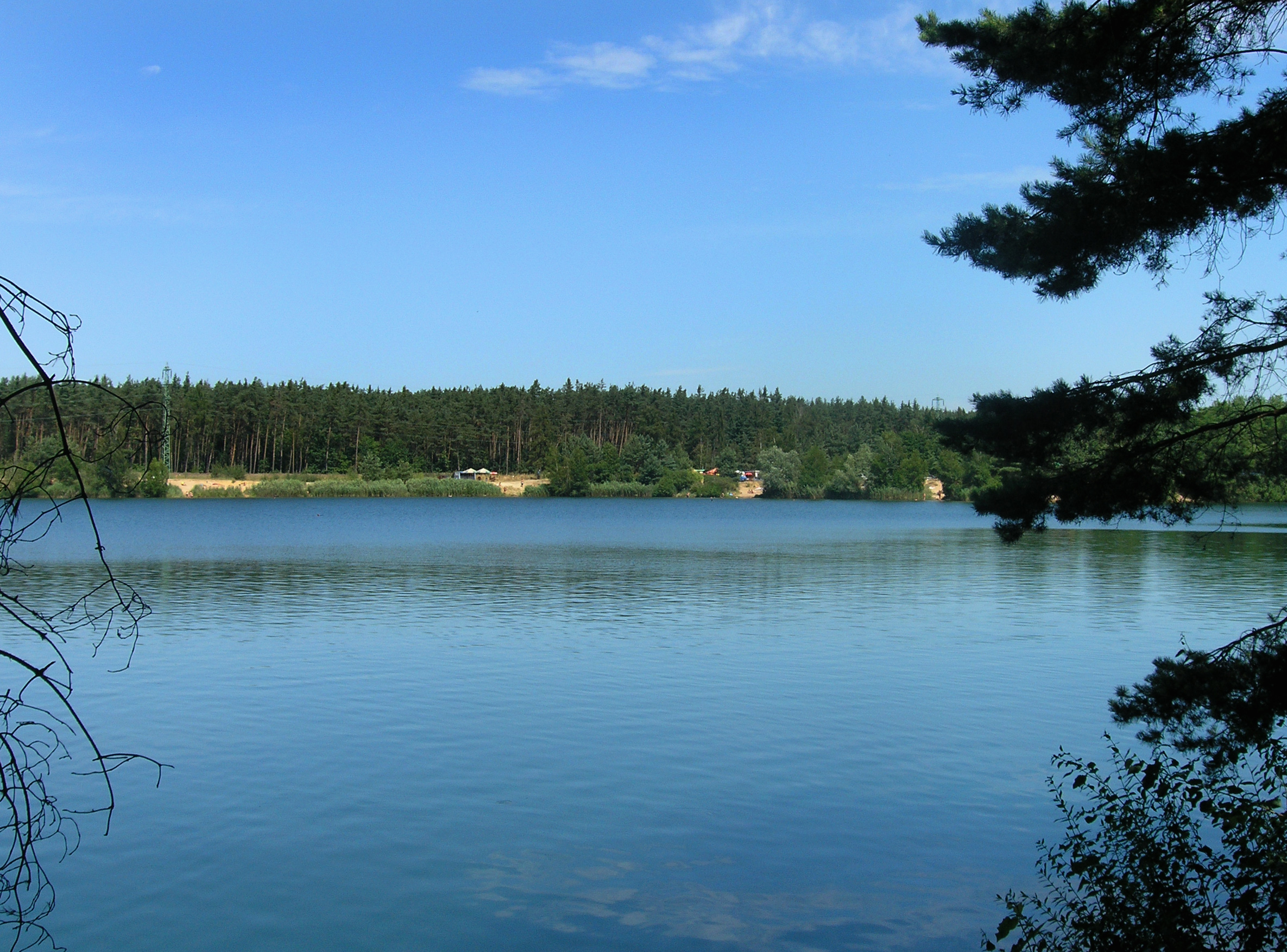
Velká zatopená pískovna je vyhledávaným koupalištěm
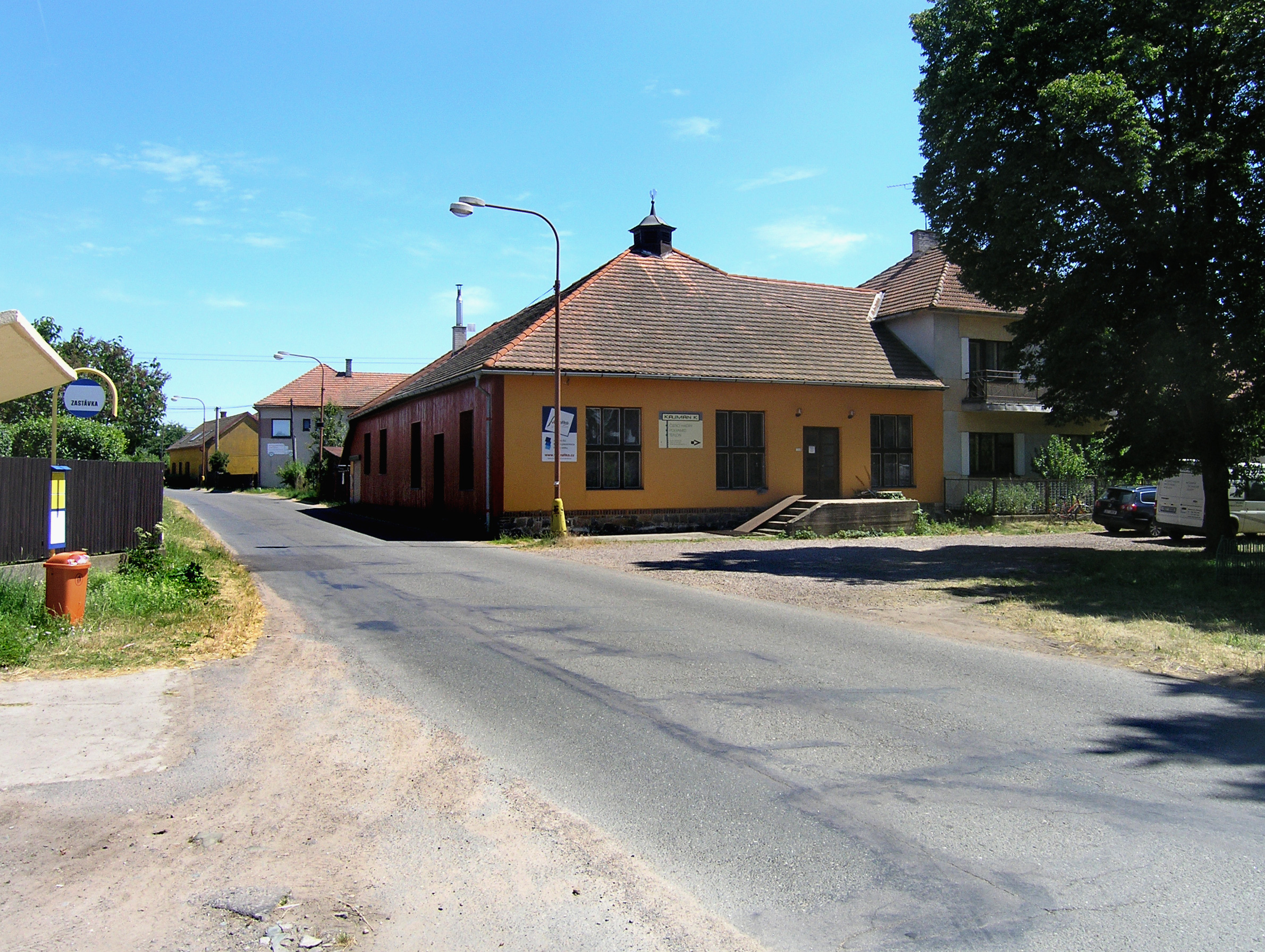
Náves